# 果实郡
果实郡或稱水果郡、瓜饴郡（：／ Kwail gun */?）是朝鮮民主主義人民共和國黃海南道西北部的一個郡，西臨黃海，並管轄席島、椒島等島嶼。面積約374平方公里，2008年時人口約有89,895人。下分1邑、1勞動者區、24里。
本郡於1967年自松禾郡析出，郡名是「果實」的意思，该词为归化语（귀화어），無對應漢字，其词源为朝鲜汉字词「果實」（과실）。